# Salvatore Lanzetti
Salvatore Lanzetti (ur. ok. 1710 w Neapolu, zm. ok. 1780 w Turynie) – włoski kompozytor i wiolonczelista.

## Życiorys
Ukończył studia w Conservatorio di Santa Maria di Loreto w Neapolu. Początkowo działał na dworze w Lukce, w 1727 roku został członkiem nadwornej kapeli Wiktora Amadeusza II w Turynie. Od około 1739 do 1754 roku przebywał w Londynie. Około 1760 roku powrócił do Turynu i został członkiem kapeli królewskiej. Był jednym z pierwszych wirtuozów wiolonczeli, grających na niej jako na instrumencie solowym, a nie tylko jako podstawie do realizacji linii basso continuo.
Skomponował 12 sonat na wiolonczelę i basso continuo (wyd. Amsterdam 1736), 6 solos na 2 wiolonczele i basso continuo (wyd. Londyn 1740), 6 solos na 2 wiolonczele lub flety i basso continuo (wyd. Londyn ok. 1745) i 6 solos na wiolonczelę i basso continuo (wyd. Londyn ok. 1760). Opublikował ponadto pracę Principes au l’application de violoncelle par taus les tons (wyd. Amsterdam ok. 1769).